# Gran Premio di Francia 2003
Il Gran Premio di Francia 2003 è stato un Gran Premio di Formula 1 disputato il 6 luglio 2003 al circuito di Magny Cours. La gara fu vinta da Ralf Schumacher su Williams - BMW per la sesta e ultima vittoria in F1, davanti al compagno di squadra Juan Pablo Montoya e al fratello Michael Schumacher su Ferrari.

## Vigilia

### Aspetti sportivi

Il circuito di Magny-Cours prima delle modifiche effettuate nel 2003.

Il circuito di Magny-Cours fu sottoposto a importanti modifiche, che comportarono sette mesi di lavori e un investimento di 8,4 milioni di Euro. In particolare fu alterato l'andamento della curva Chateau d'Eau, reso più brusco, mentre la curva del Lycee e la chicane che la precedeva furono eliminate in favore di una staccata più decisa e di due curve a novanta gradi. Furono poi aggiunte delle nuove tribune con una capacità complessiva di 22000 posti a sedere. La lunghezza del tracciato passò da 4251 a 4411 metri.
Nel pomeriggio di giovedì le vetture della BAR furono sequestrate da ufficiali giudiziari per conto della PPGI, società monegasca che chiedeva alla scuderia anglo-americana il pagamento di 3,2 milioni di Dollari di commissione per aver favorito un accordo di sponsorizzazione con la rete televisiva Teleglobe nel 1999, basandosi su un accordo verbale con l'allora direttore della scuderia Craig Pollock. La PPGI aveva già tentato di far sequestrare le vetture della squadra anglo-americana in occasione del Gran Premio di Monaco, non riuscendo nell'intento. In seguito il contenzioso era stato portato al tribunale di Monaco, con la prima udienza fissata in ottobre. Venerdì mattina la BAR fece ricorso al tribunale di Nevers, ottenendo il dissequestro delle vetture in quanto la vicenda ricadeva ormai sotto la giurisdizione del tribunale di Monaco. La BAR poté quindi partecipare a qualifiche e gara.

### Aspetti tecnici
Con solo una settimana di pausa dal precedente Gran Premio d'Europa, nessuna scuderia portò in pista delle novità tecniche sostanziali, limitandosi a provare delle soluzioni già impiegate in impegni precedenti. L'assenza di novità fu motivata anche dal fatto che ben cinque scuderie (Renault, Jaguar, BAR, Renault e Jordan) avevano in programma di far debuttare delle versioni B delle proprie monoposto nel successivo Gran Premio di Gran Bretagna.

## Prove libere

### Resoconto
Come dall'inizio della stagione la Renault schierò una terza vettura nella sessione di test privati che la scuderia francese svolgeva, il venerdì mattina, insieme a Jaguar, Minardi e Jordan. In questa occasione, però, la terza monoposto fu affidata a Franck Montagny e non ad Allan McNish.
Nel corso delle prove libere di venerdì mattina Michael Schumacher e Mark Webber vennero a contatto nella corsia dei box, con dei leggeri danni alle vetture. La Ferrari ricevette una multa di 10000 Dollari per aver fatto ripartire il pilota tedesco senza le necessarie condizioni di sicurezza.
Infine Jacques Villeneuve e Jenson Button non presero parte alla sessione di venerdì mattina per via dei problemi legali della BAR.

### Risultati
I tempi migliori nelle prove libere di venerdì mattina furono i seguenti:
| Pos | Nº | Pilota          | Costruttore       | Tempo    |
| --- | -- | --------------- | ----------------- | -------- |
| 1   | 14 | Mark Webber     | Jaguar - Cosworth | 1'26"915 |
| 2   | 4  | Ralf Schumacher | Williams - BMW    | 1'28"082 |
| 3   | 8  | Fernando Alonso | Renault           | 1'28"260 |

I tempi migliori nelle prove libere di sabato mattina furono i seguenti:
| Pos | Nº | Pilota             | Costruttore    | Tempo    |
| --- | -- | ------------------ | -------------- | -------- |
| 1   | 8  | Fernando Alonso    | Renault        | 1'16"076 |
| 2   | 2  | Rubens Barrichello | Ferrari        | 1'16"190 |
| 3   | 4  | Ralf Schumacher    | Williams - BMW | 1'16"291 |

| Pos | Nº | Pilota             | Costruttore        | Tempo    |
| --- | -- | ------------------ | ------------------ | -------- |
| 1   | 4  | Ralf Schumacher    | Williams - BMW     | 1'14"966 |
| 2   | 3  | Juan Pablo Montoya | Williams - BMW     | 1'15"577 |
| 3   | 5  | David Coulthard    | McLaren - Mercedes | 1'15"600 |

## Qualifiche

### Resoconto
La sessione di venerdì a serbatoi scarichi si svolse con la pista che andava asciugandosi rapidamente. La classifica ne fu pesantemente alterata a vantaggio degli ultimi piloti a scendere in pista, gli unici a poter montare pneumatici da asciutto: Jos Verstappen fece segnare il tempo più rapido, portando la Minardi in testa ad una sessione cronometrata per la prima volta dal 1989, quando Pierluigi Martini aveva marcato la migliore prestazione nel warm up del Gran Premio del Belgio. Alle spalle dell'olandese si piazzò il compagno di squadra Justin Wilson, che fu però escluso dalla classifica perché la sua vettura fu trovata sottopeso nelle verifiche tecniche a fine prove.
Nella sessione di sabato la situazione tornò alla normalità, con Ralf Schumacher e Montoya che occuparono l'intera prima fila per la Williams - BMW. Gli pneumatici Michelin si dimostrarono nettamente più competitivi dei rivali Bridgestone, tanto che nelle prime dieci posizioni solo le Ferrari di Michael Schumacher (terzo) e di Barrichello erano equipaggiate con le gomme del fornitore giapponese.
Alle spalle di Michael Schumacher si piazzarono i due piloti della McLaren, con Räikkönen davanti a Coulthard e i due della Renault, Trulli e Alonso. Barrichello si dovette accontentare dell'ottavo tempo, accusando un distacco di oltre un secondo dalla pole position. Il brasiliano precedette Webber e Panis. Verstappen non ripeté l'exploit di venerdì, piazzandosi in penultima posizione davanti al compagno di squadra.

### Risultati
| Pos | Nº | Pilota                | Costruttore        | Pneumatici | Venerdì     | Sabato   | Distacco |
| --- | -- | --------------------- | ------------------ | ---------- | ----------- | -------- | -------- |
| 1   | 4  | Ralf Schumacher       | Williams - BMW     | M          | 1'29"327    | 1'15"019 |          |
| 2   | 3  | Juan Pablo Montoya    | Williams - BMW     | M          | 1'28"988    | 1'15"136 | +0"117   |
| 3   | 1  | Michael Schumacher    | Ferrari            | B          | 1'27"929    | 1'15"480 | +0"461   |
| 4   | 6  | Kimi Räikkönen        | McLaren - Mercedes | M          | 1'29"120    | 1'15"533 | +0"514   |
| 5   | 5  | David Coulthard       | McLaren - Mercedes | M          | 1'28"937    | 1'15"628 | +0"609   |
| 6   | 7  | Jarno Trulli          | Renault            | M          | 1'29"024    | 1'15"967 | +0"948   |
| 7   | 8  | Fernando Alonso       | Renault            | M          | 1'29"455    | 1'16"087 | +1"068   |
| 8   | 2  | Rubens Barrichello    | Ferrari            | B          | 1'27"095    | 1'16"166 | +1"147   |
| 9   | 14 | Mark Webber           | Jaguar - Cosworth  | M          | 1'25"178    | 1'16"308 | +1"289   |
| 10  | 20 | Olivier Panis         | Toyota             | M          | 1'24"175    | 1'16"345 | +1"326   |
| 11  | 15 | Antônio Pizzonia      | Jaguar - Cosworth  | M          | 1'24"642    | 1'16"965 | +1"946   |
| 12  | 16 | Jacques Villeneuve    | BAR - Honda        | B          | 1'24"651    | 1'16"990 | +1"971   |
| 13  | 21 | Cristiano da Matta    | Toyota             | M          | 1'26"975    | 1'17"068 | +2"049   |
| 14  | 17 | Jenson Button         | BAR - Honda        | B          | 1'30"731    | 1'17"077 | +2"058   |
| 15  | 9  | Nick Heidfeld         | Sauber - Petronas  | B          | 1'24"042    | 1'17"445 | +2"426   |
| 16  | 10 | Heinz-Harald Frentzen | Sauber - Petronas  | B          | 1'26"151    | 1'17"562 | +2"543   |
| 17  | 11 | Giancarlo Fisichella  | Jordan - Ford      | B          | 1'28"502    | 1'18"431 | +3"412   |
| 18  | 12 | Ralph Firman          | Jordan - Ford      | B          | 1'23"496    | 1'18"514 | +3"495   |
| 19  | 19 | Jos Verstappen        | Minardi - Cosworth | B          | 1'20"817    | 1'18"709 | +3"690   |
| 20  | 18 | Justin Wilson         | Minardi - Cosworth | B          | senza tempo | 1'19"619 | +4"600   |

## Gara

### Resoconto

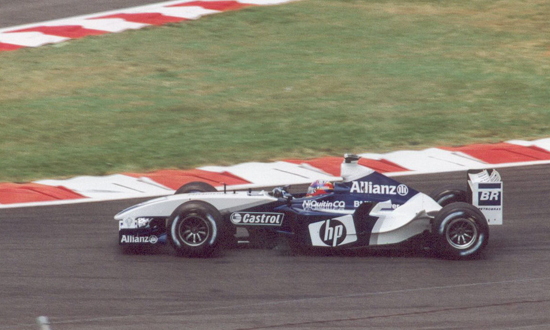
Juan Pablo Montoya, giunto secondo.

Al via le due Williams mantennero la testa della corsa, mentre Räikkönen infilò Michael Schumacher, portandosi in terza posizione. Dietro al tedesco della Ferrari si inserirono nell'ordine Coulthard, Trulli, Alonso e Barrichello. Quest'ultimo fu autore di un testacoda alla fine del primo passaggio, scivolando in fondo al gruppo. Ralf Schumacher impose rapidamente il proprio ritmo alla corsa, guadagnando un discreto margine sul compagno di squadra e sugli altri inseguitori e facendo segnare più volte il giro più veloce in gara. Il fratello, in difficoltà con le gomme, perse terreno nei confronti di Räikkönen e subì la rimonta di Coulthard, che cominciò a tallonarlo. Il pilota scozzese fu il primo del gruppo di testa a rifornire, nel corso della quindicesima tornata. Un giro dopo toccò a Räikkönen e Trulli, mentre Montoya, Michael Schumacher e Alonso rientrarono ai box due giri più tardi. Ralf Schumacher effettuò la prima sosta al 18º giro, tornando in pista al comando davanti a Montoya, Räikkönen, Coulthard e Michael Schumacher, passato dal pilota scozzese nella sequenza dei rifornimenti. La situazione rimase simile a quella dei primi giri, con Ralf Schumacher che teneva un ritmo insostenibile per tutti gli altri e Michael Schumacher che faticava a tenere il passo delle due McLaren davanti a lui. 

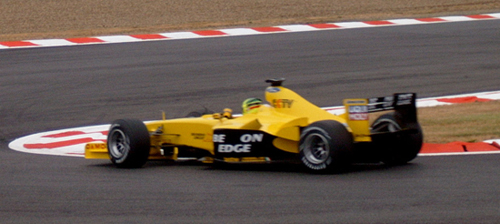
Ralph Firman alla guida della sua Jordan durante il Gran Premio.

La seconda serie di rifornimenti, aperta da Räikkönen nel corso del 31º passaggio, non portò cambiamenti alla classifica della gara, con l'eccezione del sorpasso di Alonso su Trulli. Michael Schumacher si avvicinò a Coulthard grazie ad una sosta leggermente posticipata, ma non riuscì ad insidiare concretamente il pilota scozzese. Al 44º giro Alonso si ritirò per un problema al motore, imitato due passaggi più tardi dal compagno di squadra. Webber avanzò così in sesta posizione, mentre entrarono in zona punti Barrichello e Pizzonia. Ancora una volta fu Räikkönen ad aprire la terza ed ultima sequenza di pit stop, al 47º passaggio. Un giro dopo rifornì anche Coulthard, ma durante la sua sosta si verificarono dei problemi con il bocchettone del carburante, che non entrava nel serbatoio.
I meccanici adoperarono quindi l'apparecchiatura di riserva, ma il pilota scozzese ripartì quando ancora il rifornimento non era stato completato, perdendo ancora più tempo. Le due Williams mantennero senza difficoltà la testa delle corsa, mentre Michael Schumacher spinse al massimo per tentare di passare Räikkönen: il tedesco rientrò ai box nel corso della 52ª tornata, tornando in pista proprio davanti al finlandese, rallentato da alcuni doppiati. Negli ultimi giri Ralf Schumacher amministrò il proprio vantaggio sugli inseguitori, andando a vincere davanti a Montoya, Michael Schumacher, Räikkönen, Coulthard, Webber, Barrichello e Panis. Grazie a questa vittoria, la seconda consecutiva dopo quella ottenuta una settimana prima al Nürburgring, Ralf Schumacher entrò nella lotta per il titolo. Con il terzo posto Michael Schumacher incrementò il proprio vantaggio su Räikkönen, nonostante le difficoltà delle gomme Bridgestone.

### Risultato
| Pos | Nº | Pilota                | Costruttore        | Pneumatici | Giri | Tempo/Ritiro e posizione al ritiro/Media oraria | Partenza | Punti |
| --- | -- | --------------------- | ------------------ | ---------- | ---- | ----------------------------------------------- | -------- | ----- |
| 1   | 4  | Ralf Schumacher       | Williams - BMW     | M          | 70   | 1h30'49"213 - 203.866 km/h                      | 1        | 10    |
| 2   | 3  | Juan Pablo Montoya    | Williams - BMW     | M          | 70   | +13"813                                         | 2        | 8     |
| 3   | 1  | Michael Schumacher    | Ferrari            | B          | 70   | +19"568                                         | 3        | 6     |
| 4   | 6  | Kimi Räikkönen        | McLaren - Mercedes | M          | 70   | +38"047                                         | 4        | 5     |
| 5   | 5  | David Coulthard       | McLaren - Mercedes | M          | 70   | +40"289                                         | 5        | 4     |
| 6   | 14 | Mark Webber           | Jaguar - Cosworth  | M          | 70   | +1'06"380                                       | 9        | 3     |
| 7   | 2  | Rubens Barrichello    | Ferrari            | B          | 69   | +1 giro                                         | 8        | 2     |
| 8   | 20 | Olivier Panis         | Toyota             | M          | 69   | +1 giro                                         | 10       | 1     |
| 9   | 16 | Jacques Villeneuve    | BAR - Honda        | B          | 69   | +1 giro                                         | 12       |       |
| 10  | 15 | Antônio Pizzonia      | Jaguar - Cosworth  | M          | 69   | +1 giro                                         | 11       |       |
| 11  | 21 | Cristiano da Matta    | Toyota             | M          | 69   | +1 giro                                         | 13       |       |
| 12  | 10 | Heinz-Harald Frentzen | Sauber - Petronas  | B          | 68   | +2 giri                                         | 16       |       |
| 13  | 9  | Nick Heidfeld         | Sauber - Petronas  | B          | 68   | +2 giri                                         | 15       |       |
| 14  | 18 | Justin Wilson         | Minardi - Cosworth | B          | 67   | +3 giri                                         | PL       |       |
| 15  | 12 | Ralph Firman          | Jordan - Ford      | B          | 67   | +3 giri                                         | 18       |       |
| 16  | 19 | Jos Verstappen        | Minardi - Cosworth | B          | 66   | +4 giri                                         | 19       |       |
| Rit | 7  | Jarno Trulli          | Renault            | M          | 45   | Motore (9°)                                     | 6        |       |
| Rit | 8  | Fernando Alonso       | Renault            | M          | 43   | Motore (6°)                                     | 7        |       |
| Rit | 11 | Giancarlo Fisichella  | Jordan - Ford      | B          | 42   | Motore (16°)                                    | 17       |       |
| Rit | 17 | Jenson Button         | BAR - Honda        | B          | 21   | Benzina (12°)                                   | 14       |       |

## Classifiche

### Piloti
| Pos. | Pilota                | Punti |
| ---- | --------------------- | ----- |
| 1    | Michael Schumacher    | 64    |
| 2    | Kimi Räikkönen        | 56    |
| 3    | Ralf Schumacher       | 53    |
| 4    | Juan Pablo Montoya    | 47    |
| 5    | Rubens Barrichello    | 39    |
| 5    | Fernando Alonso       | 39    |
| 7    | David Coulthard       | 29    |
| 8    | Jarno Trulli          | 13    |
| 9    | Mark Webber           | 12    |
| 10   | Giancarlo Fisichella  | 10    |
| 10   | Jenson Button         | 10    |
| 12   | Heinz-Harald Frentzen | 7     |
| 13   | Jacques Villeneuve    | 3     |
| 13   | Cristiano da Matta    | 3     |
| 15   | Nick Heidfeld         | 2     |
| 15   | Olivier Panis         | 2     |
| 17   | Ralph Firman          | 1     |

### Costruttori
| Pos. | Team               | Punti |
| ---- | ------------------ | ----- |
| 1    | Ferrari            | 103   |
| 2    | Williams - BMW     | 100   |
| 3    | McLaren - Mercedes | 85    |
| 4    | Renault            | 52    |
| 5    | BAR - Honda        | 13    |
| 6    | Jaguar - Cosworth  | 12    |
| 7    | Jordan - Ford      | 11    |
| 8    | Sauber - Petronas  | 9     |
| 9    | Toyota             | 5     |